# Quarzuhr
Eine Quarzuhr ist eine elektromechanische oder vollelektronische Uhr, deren Taktgeber (als Zeitnormal) ein als Uhrenquarz ausgebildeter Schwingquarz ist. Neben Quarzuhren mit Skalenanzeige oder Ziffernanzeige gibt es solche ohne Anzeige, welche üblicherweise in Computersystemen die Information über die Zeit als elektrisches Signal ausgeben und als Echtzeituhr bezeichnet werden. Das Uhrwerk einer elektronischen Quarzuhr bezeichnet man als Quarzwerk. Viele Uhrenhersteller verwenden nach englischem Sprachgebrauch die Schreibung „Quartz“.

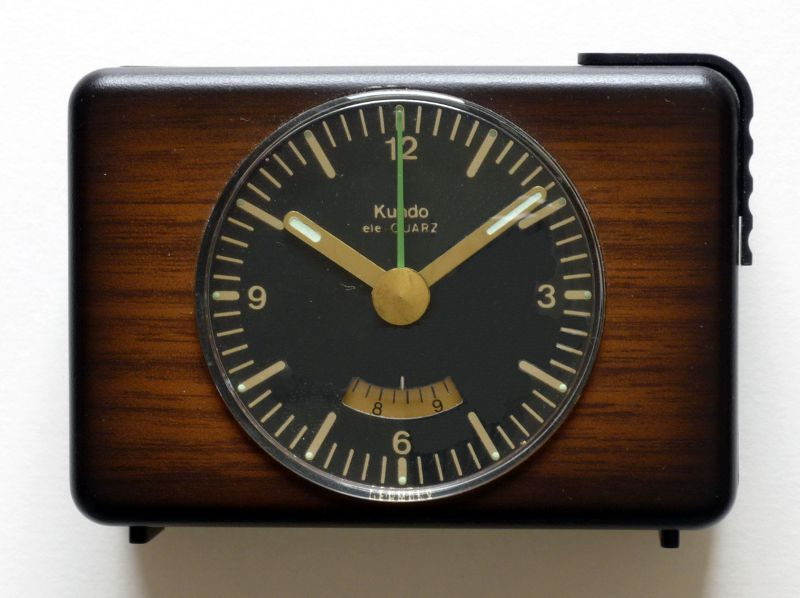
Früher Quarzwecker mit Skalenanzeige

## Physikalisch-technischer Hintergrund

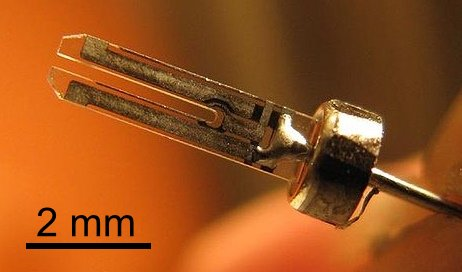
Nahaufnahme eines Uhrenquarzes in Stimmgabelform ohne Gehäuse

Quarz ist ein piezoelektrisches Material: Mechanische Verformungen erzeugen ein elektrisches Feld, und externe elektrische Felder bewirken mechanische Verformungen. Schwingquarze sind daher zu elektromechanischen Resonanzschwingungen fähige Bauelemente. Sie halten ihre Nennfrequenz innerhalb sehr geringer relativer Fehlergrenzen (typ.: 10−5 ≈ 1 s pro Tag) ein und eignen sich daher als genaue Taktgeber in Uhren. Die Resonanzfrequenz eines Kristallblocks von wenigen Millimetern Größe, der problemlos in ein übliches Uhrgehäuse passt, liegt bei diesem harten Material sehr hoch, nämlich im Megahertzbereich. Solch hohe Frequenzen sind aber unhandlich für Uhren.
Durch ihr Stimmgabel-Design sind Uhrenquarze mit einer für Quarze ihrer Größe niedrigen Frequenz als Standardfrequenz von 32.768 Hz entwickelt worden, aus der sich durch Frequenzteilung durch 215 ein Sekundenpuls ableiten lässt. Zur Teilung dienen 15 hintereinandergeschaltete T-Flipflops, die die Frequenz jeweils halbieren. Die Quarzfrequenz ist ein Kompromiss, da die Stromaufnahme der Flipflops proportional mit der Frequenz ist, zu niedriger Frequenz hin also abnimmt, so dass die Batterie der Uhr lange Strom liefern kann. Weiterhin ist der Aufbau auf einen minimalen Temperaturkoeffizient im Arbeitsbereich von 25…28 °C optimiert, indem die Frequenz in diesem Bereich gerade ein Maximum erreicht.
Der Sekundenpuls treibt entweder einen Lavet-Schrittmotor oder elektrischen Unruhschwinger in einem mechanischen Uhrwerk an oder gibt den Takt für eine elektronische Schaltung vor. Die Anzeige erfolgt mit mechanischen Zeigern, Flüssigkristallbildschirm (LCD) oder Leuchtdioden (LED).

## Aufbau

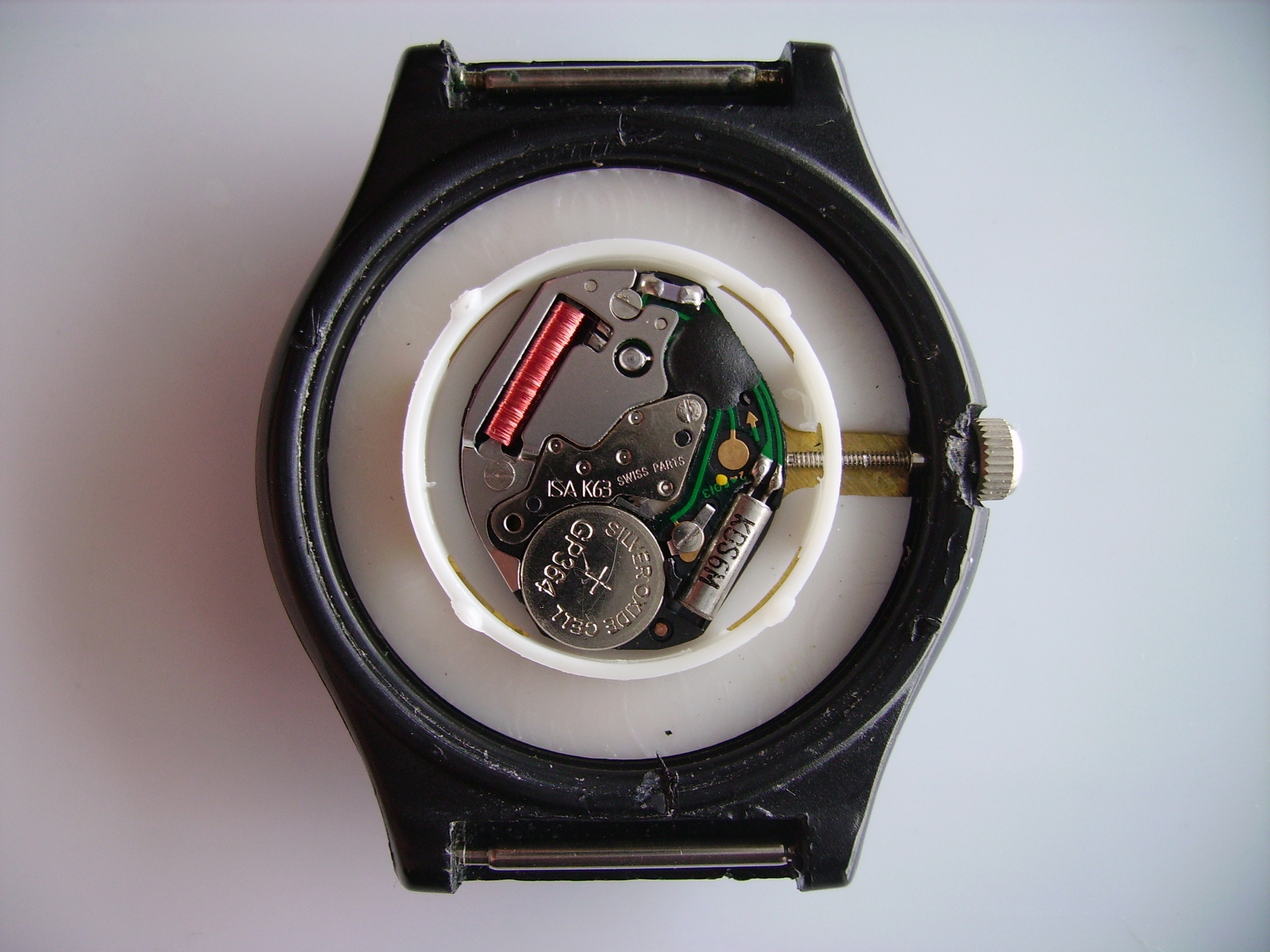
Rückseite einer Armbanduhr.
Unten: rechts Uhrenquarz, links daneben Knopfzelle (Batterie).
Oben: rechts Oszillator und Taktteiler (unter schwarzer Versiegelung), links die Spule des Lavet-Schrittmotors mit rotem Lackdraht für den Antrieb der Zeiger

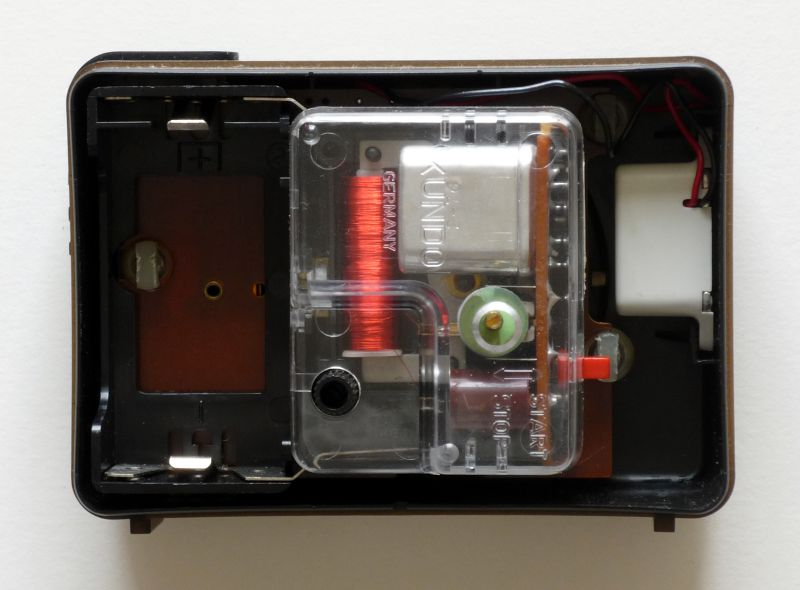
Quarzuhrwerk; erkennbar im Uhrzeigersinn: die Spule des Lavet-Schrittmotors und der Schwingquarz

Die Hauptkomponenten einer Quarzuhr sind ein Taktgeber auf Basis von Quarzschwingungen, eine Elektronik zur Verarbeitung der Takte und der Benutzereingaben, ein Anzeigeteil zur Darstellung von Zeitinformationen sowie gegebenenfalls Betriebszuständen der Uhr und eine Energieversorgung.
Als Energiequelle kommen anstelle eines durch Gewichte oder Feder angetriebenen mechanischen Pendels bzw. einer Unruh zum Einsatz:
- das Stromnetz (bei größeren Uhren)
- eine mobile Stromversorgung wie Akku oder Batterie (meist eine AA- oder Knopfzelle)
- ein hochkapazitiver Doppelschichtkondensator mit Aufladung durch einen Schwungmassengenerator (ähnlich dem Aufzugsmechanismus bei automatischen Uhren) oder
- ein Kondensator, der von einer meist auf oder unter dem Zifferblatt angebrachter Solarzelle geladen wird.

Quarzuhren können – genau wie mechanische Uhren – verschiedene Komplikationen aufweisen, sodass Armbanduhren beispielsweise zusätzliche Zeiger haben und Datum, Chronographen, den ewigen Kalender, Mondphase, zwei Wecker, Abwärtstimer und eine zweite Zeitzone (24-Stunden-Anzeige) anzeigen können.

## Ganggenauigkeit

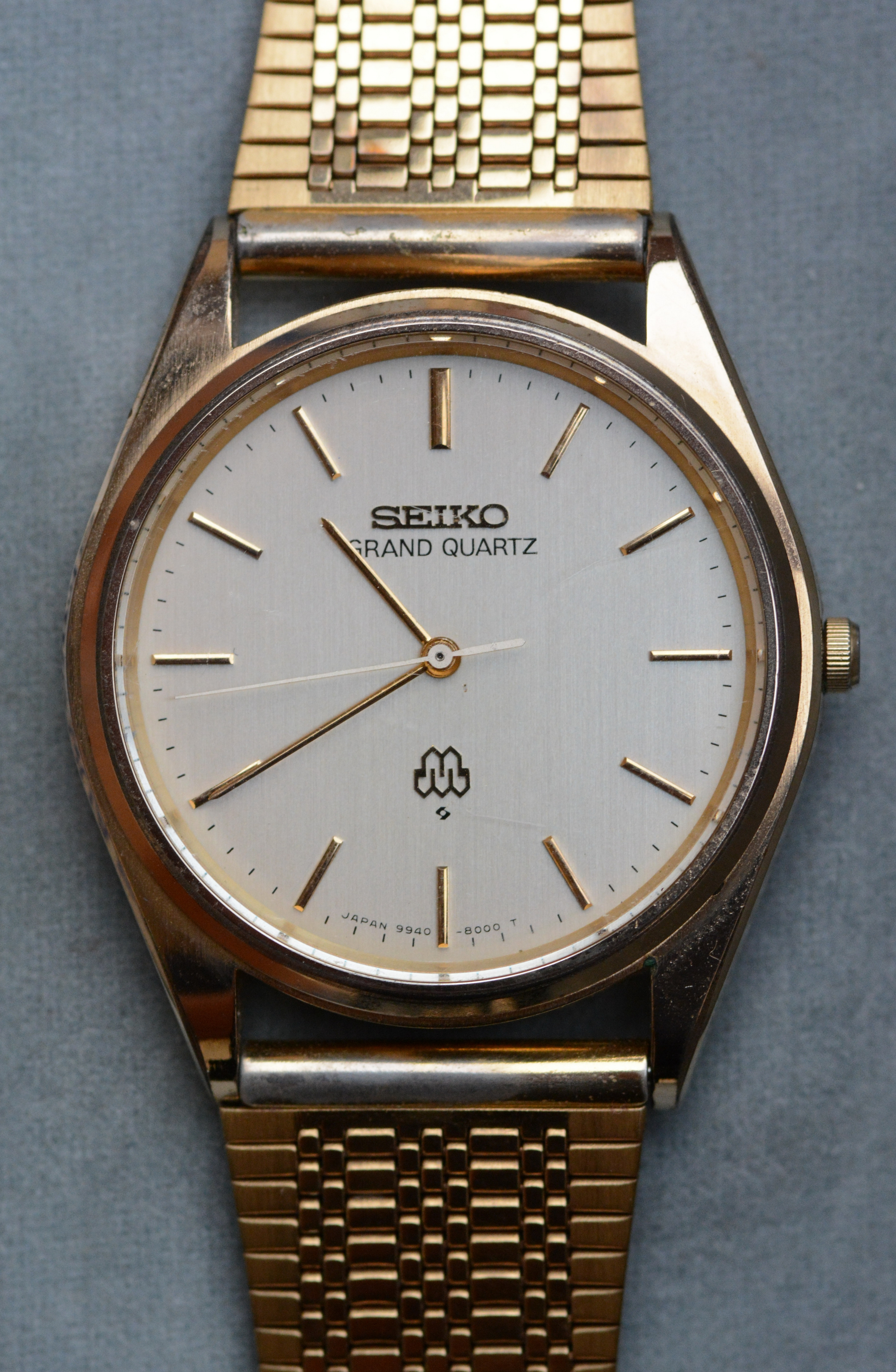
Quarzuhr mit „Twin-Quartz“-Temperaturkompensation, 1979

Quarzuhren mit einem Uhrenquarz mit der üblichen Schwingfrequenz von 32.768 (215) Hz können normalerweise einen Uhrgang (fortschreitende Abweichung) von ±60 Sekunden im Jahr (Gangabweichung: ±2 ppm) bis ±30 Sekunden im Monat (Gangabweichung: ±10 ppm) haben. Da sich diese Abweichungen mit der Zeit akkumulieren, muss auch eine Quarzuhr gelegentlich nach der Zeit einer genaueren Uhr nachgestellt werden.
Gangabweichungen einer Quarzuhr können durch den Einsatz hochgenauer Quarze und -uhren minimiert werden, mit folgenden Methoden, wobei absteigend eine immer höhere Ganggenauigkeit erzielt wird:
- Voralterung des Quarzes
- Betrieb des Schwingquarzes in einem Quarzofen bei einer konstant hohen Temperatur (englisch Oven Controlled Crystal Oscillator (OCXO)). Die Quarzöfen sind miniaturisiert mit Volumina von unter 0,1 cm³ bis wenigen cm³.
- Einsatz von Chip-Scale-Atomic-Clocks, welche auf die Größe von elektronischen Bauelementen verkleinerte Atomuhren darstellen.

Weitere Maßnahmen:
- veraltet: Feinjustage des Schwingquarzes mittels Ziehkondensatoren. Üblicherweise sind die Ziehkondensatoren zwecks Abgleich als Trimmkondensatoren ausgeführt.[2][3]
- Feinjustage mittels digitaler Kalibrierung (englisch Inhibition compensation): Die Quarze schwingen etwas zu schnell und es wird in einem Permanentspeicher hinterlegt, wie viele Schwingungen z. B. am Ende einer Minute zu ignorieren sind.
- Eine datenbasierte Anbindung zum genauen Zeitabgleich an genauere Uhren, wie sie beispielsweise durch Funkuhren, GNSS-Empfänger oder Mobilfunknetze zur Verfügung stehen. Die datenbasierte Anbindung zur Uhreinsynchronisation kann über verschiedene Schnittstellen wie Funkübertragung oder mittels Datennetzen unter Verwendung entsprechender Protokolle wie dem Precision Time Protocol (PTP) in meist lokalen Netzwerken oder dem Network Time Protocol (NTP) mit Zeitservern im Internet erfolgen.

## Geschichte

### Technische Voraussetzungen
Die Quarzuhr wurde im Zusammenhang mit der seit dem Ersten Weltkrieg einsetzenden Hochfrequenzforschung entwickelt. In den 1920er Jahren entstanden Geräte zur Erzeugung und Kontrolle der Sendefrequenzen für die immer mehr werdenden  Radiostationen. Da Frequenz als Kehrwert der Periodendauer definiert ist, konnte die Technik der quarzstabilisierten Normalfrequenzgeneratoren auch für den Bau der ersten Quarzuhren verwendet werden.
Voraussetzungen für die Entwicklung von Quarzuhren waren:
- die Entdeckung der Piezoelektrizität durch Jacques und Pierre Curie 1880
- elektronische Schaltkreise zur Anregung des Quarzes und Stabilisierung eines Schwingkreises, entwickelt von Walter Guyton Cady 1920 und 1921, sowie die Vereinfachung der Schaltung durch George W. Pierce und R. L. Miller 1922. Die Pierce-Miller-Schaltung ist der bis heute am weitesten verbreitete Typus eines piezoelektrischen Schaltkreises.[4]
- Ausgabeeinheiten für den Sekundentakt. Dazu mussten Frequenzteiler bzw. schnelldrehende Synchronmotoren entwickelt werden.

### Die Pionierphase bis zum Zweiten Weltkrieg

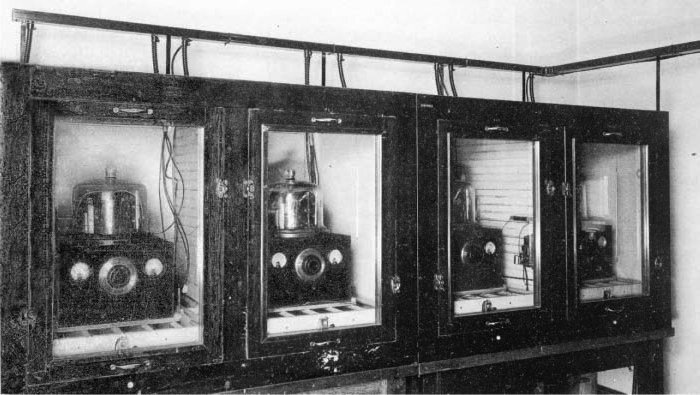
Nationaler Frequenzstandard der USA 1929, bestehend aus vier beheizten Quarzoszillatoren bei den Bell Laboratories

Am 13. Oktober 1927 stellten Joseph W. Horton und Warren Alvin Marrison von den New Yorker Bell Laboratories auf der Konferenz der International Union of Scientific Radio Telegraphy die erste Quarzuhr vor. Ein Schwingquarz mit einer Resonanzfrequenz von 50 kHz regelte einen elektronischen Schwingkreis, dessen Wechselstrom einen kleinen Synchronmotor mit Zeigerwerk antrieb.
Eine Gruppe von vier weiterentwickelten Quarzoszillatoren aus den Bell Laboratories diente 1929 als nationaler Frequenzstandard der Vereinigten Staaten, wie in nebenstehender Abbildung dargestellt. Um äußere Temperaturschwankungen und damit thermisch bedingte Schwankungen der Genauigkeit des Oszillators zu minimieren, wurden die vier Quarzoszillatoren in beheizten Schränken auf einer konstanten Temperatur gehalten. Beheizte Quarzoszillatoren werden als Quarzofen (englisch Oven Controlled Crystal Oscillator, OCXO) bezeichnet, und dank eines ausgeklügelten Vergleichsverfahrens der Oszillatoren untereinander konnte das National Bureau of Standards die Normfrequenz mit einer Genauigkeit von 1·10−7 angeben.
1928 bot General Radio aus Cambridge (MA) einen serienmäßigen Frequenzstandard an, der schon fabrikseitig mit einer Synchronuhr ausgestattet war. Nur in Ausnahmefällen wurde dieses elektronische Gerät als Uhr eingesetzt, meist als Messmittel für wissenschaftliche Versuche. Das Zifferblatt diente nur selten als hochpräzise Zeitanzeige, sondern in der Regel als Schnittstelle zur Kalibrierung der Normfrequenz über einen Vergleich mit dem amtlichen Zeitsignal.
In den folgenden zwei Jahrzehnten wurde die Quarzuhr als Laborgerät weiterentwickelt. Wichtige Meilensteine bei der Definition nationaler Standards für Zeit und Frequenz wurden in Deutschland und England gesetzt. Aber auch andere Länder wie Italien, Japan oder die Niederlande taten seit den 1920er Jahren bei der Weiterentwicklung der Quarzuhrtechnik hervor.
Ab 1932 bauten Adolf Scheibe und Udo Adelsberger an der Physikalisch-Technischen Reichsanstalt in Berlin eine Reihe von Quarzuhren unterschiedlicher Konstruktion. 1935 konnten sie durch Verwendung eines Oszillators mit etwa 60 kHz (nach Frequenzteilung Antrieb des Synchronmotors mit 333 Hz), dessen Temperatur bis auf 0,001 °C konstant gehalten wurden, den mittleren täglichen Gangfehler auf ±0,002 Sekunden verbessern. Im gleichen Jahr gelang Scheibe und Adelsberger mit einer dieser Uhren der Nachweis, dass die Erdrotation neben jahreszeitlichen auch kurzzeitigen Schwankungen ausgesetzt ist. Erstmals war eine von Menschen gebaute Uhr genauer als die bisherige Referenz der Zeitmessung, die Erddrehung.
Auch die ab 1938 von Louis Essen am National Physical Laboratory konstruierten Quarzuhren mit ringförmigem Quarz setzten Maßstäbe. Anfang der 1940er Jahre hatte Großbritannien das größte Netz von Quarzuhren weltweit.
Die erste käufliche Quarzuhr für Industrie und Wissenschaft wurde vom Physikalisch-Technischen Entwicklungslabor Dr. Rohde und Dr. Schwarz (heute: Rohde & Schwarz) in München entwickelt. Die Quarzuhr CFQ, die mit einer patentierten Kombination aus Quarzoszillator und Stimmgabel auf geschickte Weise die Unwägbarkeiten früher Röhrenelektronik umschiffte, kam 1938 auf den Markt. Aufgrund ihrer Präzision und Zuverlässigkeit wurden zwei Uhren dieser Bauart ab Oktober 1939 im deutschen Zeitdienst eingesetzt. Sie gingen in die Berechnung der Normalzeit ein und dienten darüber hinaus als Steuergerät für das Zeitzeichen.

### Quarzuhren der Nachkriegszeit
In der Zeit nach 1945 ersetzten Quarzuhren flächendeckend die Präzisionspendeluhren als industrieller und wissenschaftlicher Standard. Die besten Geräte erreichten mittlerweile eine Genauigkeit von 1·10−9.

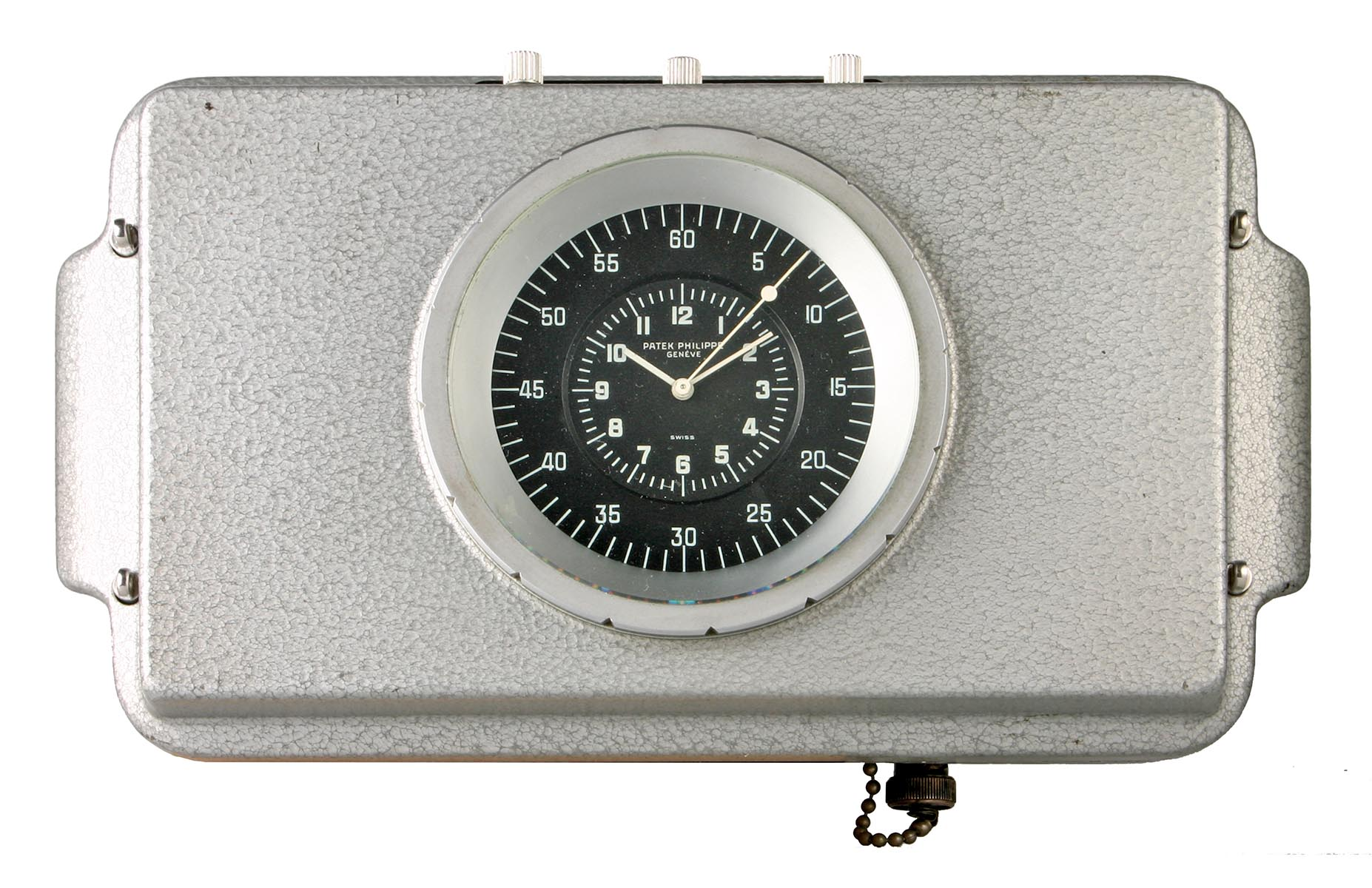
Patek Philippe Chronotome, die erste in Kleinserie gefertigte tragbare Batteriequarzuhr, ab 1960

Als besonders folgenreich sollten sich die Bemühungen um eine Miniaturisierung der Quarzuhren erweisen. Schon während des Zweiten Weltkrieges hatte es im Borg-Gibbs Laboratory in den Vereinigten Staaten sowie bei Rohde & Schwarz in Deutschland Versuche gegeben, tragbare Quarzuhren zu entwickeln. Diese scheiterten jedoch am zu hohen Stromverbrauch der Röhrenelektronik. Erst in den späten 1950er Jahren war es dem Genfer Uhrenhersteller Patek Philippe gelungen, dank Halbleitertechnologie, neuartigen Synchronmotoren sowie zuverlässigen Batterien erste tragbare Quarzuhren herzustellen. Diese Quarzuhren waren wie die Batteriequarzuhren anderer Uhrenfabriken (Seiko oder Junghans) in den 1960er Jahren noch deutlich teurer als hochwertige mechanische Uhren.

### Quarzuhren für jedermann

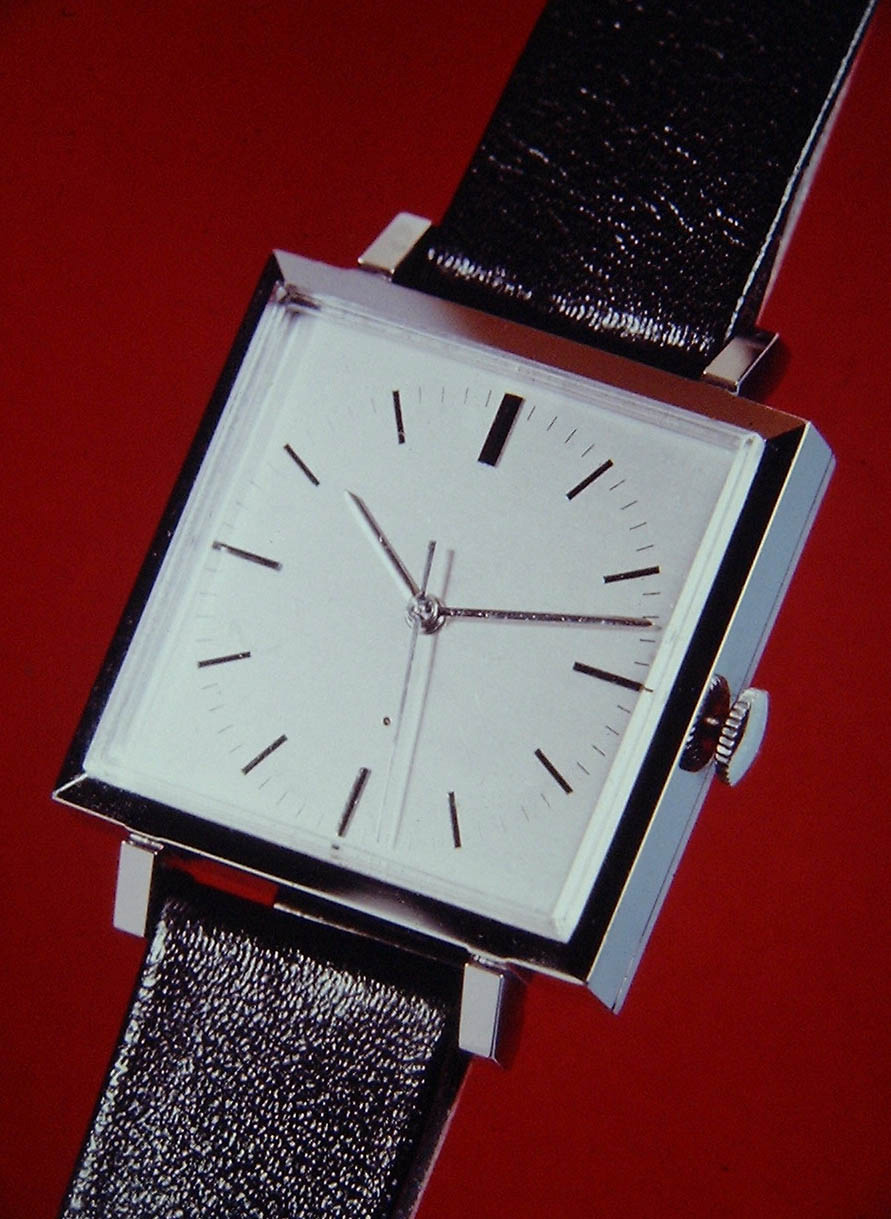
Prototyp einer Quarz-Armbanduhr, Modell Beta 1, Centre Electronique Horloger (CEH), Schweiz, 1967

Dank Mikroelektronik konnte man um 1970 erste Quarzuhren für den Massenmarkt bauen. Die Frequenzen der Schwingquarze lagen zu dieser Zeit meist noch unter 10 kHz. Schnell setzte insbesondere bei Autouhren, Wand- und Tischuhren ein Preisverfall ein. Ab Mitte der 1970er Jahre waren Quarzuhren billiger als herkömmliche mechanische Zeitmesser, dabei deutlich genauer und bis auf den Batteriewechsel weitgehend wartungsfrei.
Etwas später setzte diese Entwicklung im Bereich der Armbanduhren an. Dabei wurde die Quarzuhr für das Handgelenk in der Schweiz, in Japan und in den USA „mindestens achtmal erfunden“. Kurz darauf stellten auch Unternehmen in Deutschland und Frankreich eigene Konstruktionen vor.
In den Fokus der Öffentlichkeit waren Quarzarmbanduhren erstmals 1967 durch den Chronometerwettbewerb des Observatoriums im Schweizer Neuchatel geraten. Das Schweizer Forschungszentrum für elektronische Uhren „Centre Electronique Horloger“ (CEH) hatte ebenso wie Seiko Prototypen von Quarzarmbanduhren eingereicht. Die Quarzuhren waren allen anderen mechanischen Armbanduhren überlegen. Dank Temperaturkompensation erreichten die Schweizer Quarzuhren noch bessere Werte als die Konkurrenz aus Japan.

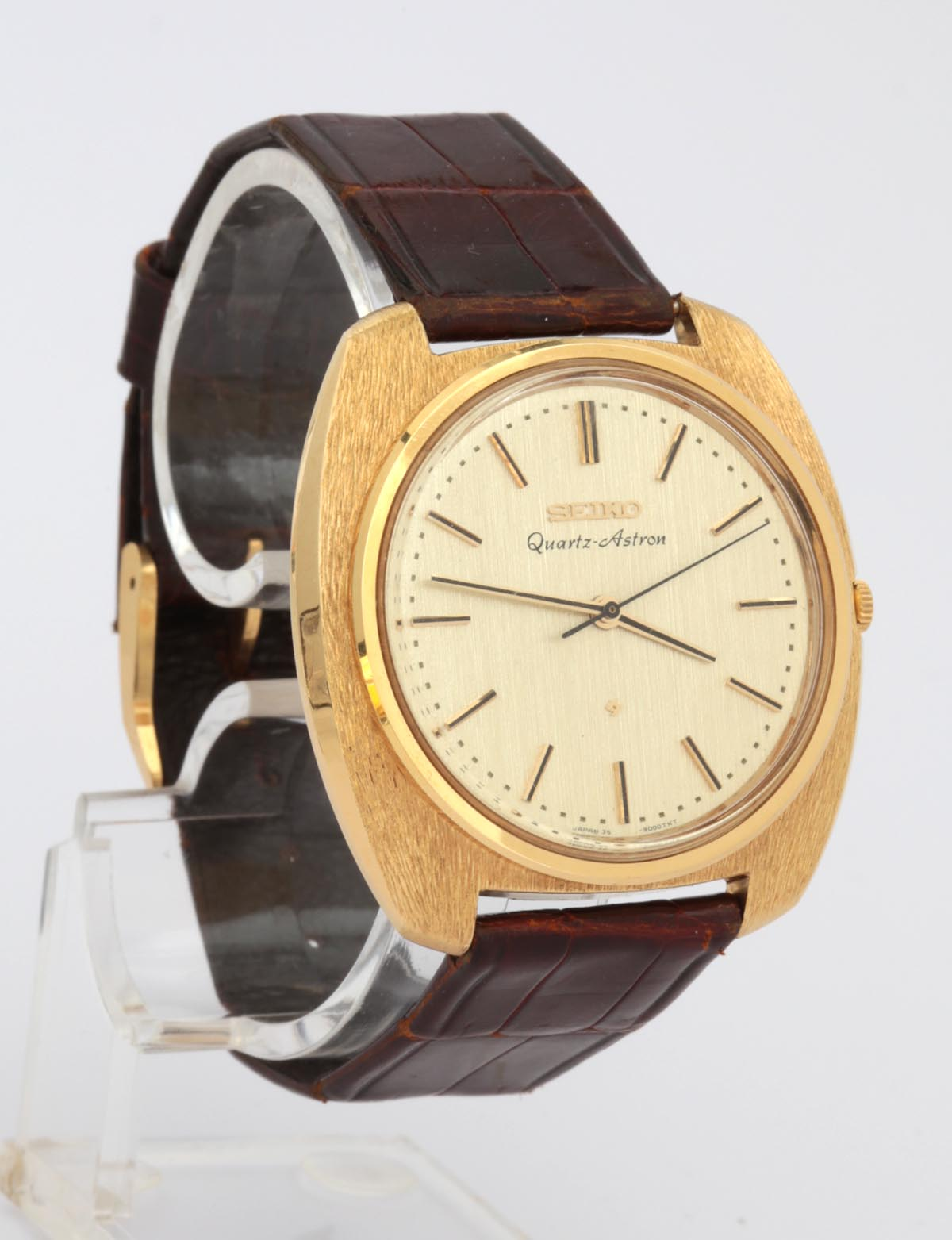
Seiko Astron mit Cal. 35A, die erste Quarzarmbanduhr, zu Weihnachten 1969 in einer Auflage von 100 Stück verkauft

Doch sollte sich für Seiko auszahlen, dass man bei der Entwicklung von Quarzarmbanduhren konsequent auf die spätere Massenproduktion geachtet hatte. Weihnachten 1969 verkaufte Seiko in Tokyo die erste Kleinserie von Quarzarmbanduhren, die Astron, allerdings noch zum Stückpreis eines Kleinwagens. Mit ihrem bahnbrechenden Design für Quarzuhrwerke legte Seiko den Grundstein für eine weltweite japanische Marktdominanz. Seiko entwickelte bis 1972/73 drei Schlüsseltechniken zur Serienreife, die bis heute praktisch jede Quarzarmbanduhr mit analoger Zeitanzeige auszeichnen: der stimmgabelförmige, fotolithografisch hergestellte Quarzresonator, die integrierte Schaltung des CMOS-Typs und den Schrittschaltmotor.
Quarzuhren mit Digitalanzeige kommen meist ganz ohne mechanische Teile aus. Die erste Solid-State-Quarzuhr, die teure Pulsar von Hamilton (USA), hatte 1972 noch rote Zahlen mit Leuchtdioden (LED) enthalten. Bald wurden jedoch energiesparende Flüssigkristallanzeigen (LCD) verwendet.
Bis Mitte der 1970er Jahre war der Preis von Quarzuhren bereits auf unter 100 DM gesunken und er sank schnell weiter. Mechanische Uhrwerke waren preislich und qualitativ nicht mehr konkurrenzfähig. Viele traditionelle Uhrenfabriken mussten in der Quarzkrise der 1970er und 1980er Jahre schließen.
Um 1975 hatte sich abgezeichnet, dass sich der von Seiko entwickelte Grundaufbau der Quarzarmbanduhr durchsetzen würde. Wenige Jahre später schwenkten auch die Hersteller von Großuhrwerken auf dieses Design um. Alle späteren Entwicklungen betrafen nur noch die weitere Reduzierung der Anzahl und Größe der Einzelteile bzw. Zusatzfunktionen:
- 1973 brachte Staiger in St. Georgen (Schwarzwald) das Uhrwerk CQ 2002 auf den Markt. Dank einem 4.194.304-Hz-Quarz (222) erreichte es eine deutlich höhere Genauigkeit als bisherige Quarzwerke für den Endverbraucher.
- 1974 baute Omega in der Schweiz mit dem Marine-Chronometer Constellation „Megaquarz“ eine Analog-Quarzarmbanduhr, deren Schwingkreis mit 2.359.296 (32·218) Hz schwingt.
- 1976 brachte Omega als erster Hersteller eine neue Art von Einsatz-Quarzuhren in den Handel, die wasserdichte Serie „Seamaster“.
- Mitte der 1970er Jahre erschienen erste Digitaluhren mit Taschenrechner, darunter 1977 die HP-01 von Hewlett-Packard, die auch ein Rechnen mit Zeiten/Zeiträumen ermöglichte.
- 1980 baute Omega mit der „Dinosaure“ die flachste Quarzuhr (1,46 mm).
- 1986 erschien die erste Funkuhr (gleichzeitig von Junghans aus Schramberg und Kundo aus St. Georgen),
- 1988 wurde die erste Quarzuhr mit automatischer Energieerzeugung (A.G.S. – Automatic Generating System), später in „Kinetic“ umbenannt, von Seiko vorgestellt (Kaliber 7M22).

Erste Funk-Armbanduhr der Welt Junghans
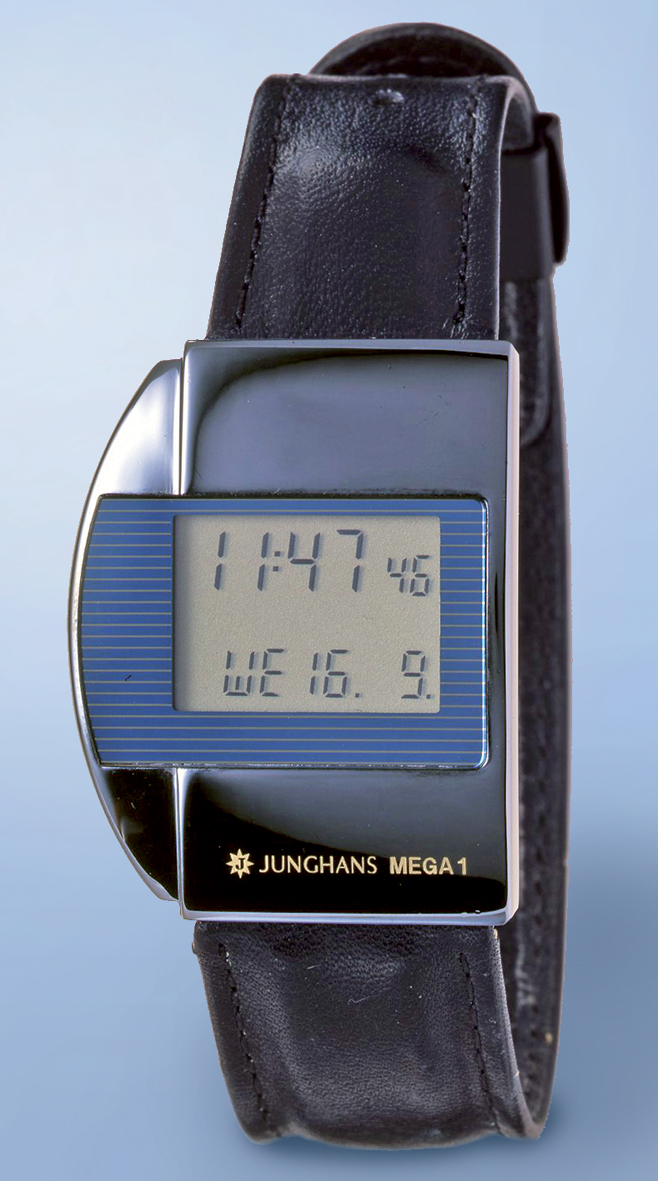
Mega 1 (digital)
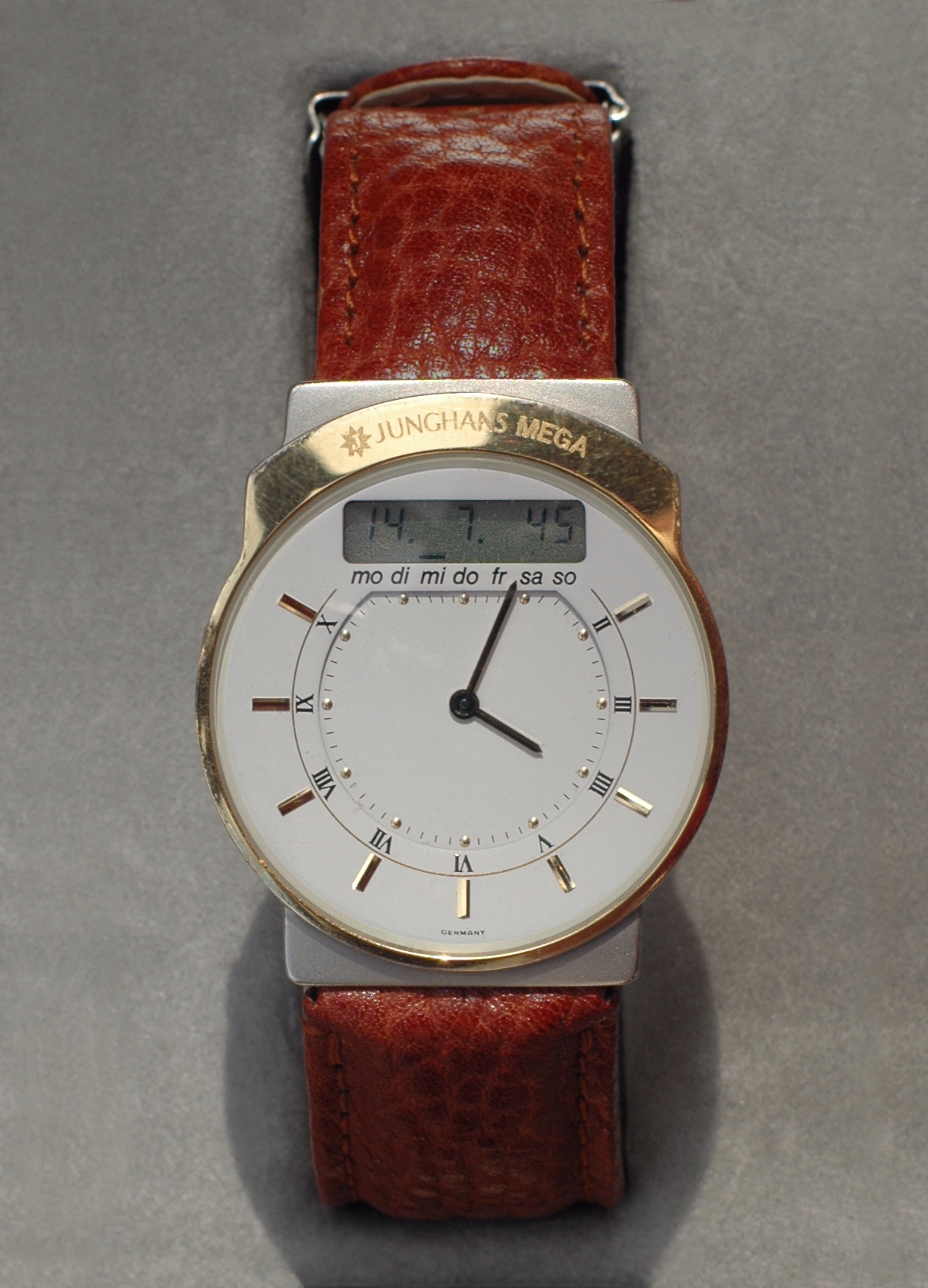
Mega (analog)

- 1990 kam mit der Junghans Mega 1 die erste digitale Armband-Funkuhr auf den Markt, ein Jahr später mit der Junghans Mega die erste Funkarmbanduhr der Welt mit Zeigern.[23]
- 1998 führte Seiko mit dem „Ruputer“ eine erste Armbanduhr mit PDA-Funktionen („Wrist PDA“) ein.
- 2005 führte Seiko den Spring Drive als federangetriebenen, quarzgesteuerten Uhrwerksmechanismus ein.